# Heteroneura
A Heteroneura a lepkék (Lepidoptera) rendjébe, a valódi lepkék (Glossata) alrendjébe tartozó klád (alrendág), ami a lepkék több mint 99%-át magába foglalja.

## Származása, elterjedése
Testvércsoportja a gyökérrágó lepkék alrendága (Exoporia). A két alrendág nagyjából a kora kréta kor barremi korszakában, tehát úgy 125–130 millió éve különült el. Ennyire idős kládról lévén szó, a Heteroneura lepkék azóta gyakorlatilag az egész bioszférát benépesítették.

## Megjelenése, felépítése
Makroszkópos megkülönböztető jegye, hogy a két pár szárny erezettsége különböző. A két alrendágat azonban nem ennek alapján különböztetik meg, hanem ivarnyílásaik elhelyezkedése alapján: a gyökérrágó lepkék végbélnyílása, peterakó nyílása és párzó nyílása külön-külön nyílik, a Heteroneura lepkék potrohán viszont csak egy vagy két nyílás van — éppen ez az alrendág osztagokra osztásának alapja.

## Fordítás
- Ez a szócikk részben vagy egészben  a   Heteroneura című angol Wikipédia-szócikk fordításán alapul.  Az eredeti cikk szerkesztőit annak laptörténete sorolja fel. Ez a jelzés csupán a megfogalmazás eredetét és a szerzői jogokat jelzi, nem szolgál a cikkben szereplő információk forrásmegjelöléseként.